# Комполє (Добреполє)
Комполє (словен. Kompolje) — поселення в общині Добреполє, Осреднєсловенський регіон, Словенія. 
Висота над рівнем моря: 429,3 м.